# George Conditt
George Conditt IV (Chicago, 22 agosto 2000) è un cestista statunitense con cittadinanza portoricana.

## Carriera

### Nazionale
In possesso della cittadinanza portoricana grazie alle origini materne, nel 2022 ha partecipato ai Campionati americani, venendo eliminato nei quarti di finale.

## Palmarès
- Campionati portoricani: 1

Gigantes de Carolina: 2023